# Palpita warrenalis
Palpita warrenalis is een vlinder uit de familie van de grasmotten (Crambidae), uit de onderfamilie van de Spilomelinae. De wetenschappelijke naam van deze soort is voor het eerst voorgesteld als Margaronia warrenalis door Charles Swinhoe in een publicatie uit 1894.
De soort komt voor in India (Meghalaya), Nepal, Bhutan, China, Vietnam, Taiwan, Indonesië (Sumatra) en Borneo.